# Gåsögon (vävteknik)

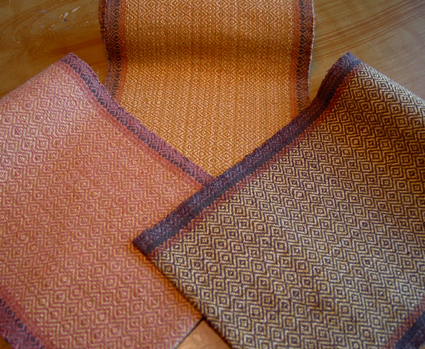
Gåsögon med olika inslag.

Gåsögon är en vävteknik baserad på en liksidig kypertbindning men där trampordningen vänder och upprepas ett antal gånger för att åstadkomma avsedd mönsterrapport. Samverkan mellan färger och tjocklek i varp och inslag skapar helt olika resultat beroende på vad som används.